# Lonquimayus
Lonquimayus is een vliegengeslacht uit de familie van de roofvliegen (Asilidae).

## Soorten
- L. notocinereatum (Artigas, 1970)
- L. papaveroi (Artigas, 1970)
- L. tener (Bigot, 1878)